# 200 (số)
200 (hai trăm) là một số tự nhiên ngay sau 199 và ngay trước 201.
- Con số xuất hiện trong dãy số Padovan, đứng trước 86, 114, 151 (nó là tổng của hai số đầu tiên trong dãy số này).

- Tổng của hàm totient Euler φ (x) của 25 số nguyên đầu tiên là 200.

- 200 là số không chuẩn nhỏ nhất trong cơ số 10 - nó không thể biến thành số nguyên tố chỉ bằng cách thay đổi một trong các chữ số của nó thành bất kỳ chữ số nào khác.

- Nó cũng là số Achilles.